# Veľké Borové
Veľké Borové és un poble i municipi d'Eslovàquia que es troba a la regió de Žilina, al centre-nord del país.

## Història
La primera menció escrita de la vila es remunta al 1646.

## Demografia
| Godina             | 1994 | 2004    | 2014    | 2024 |
| ------------------ | ---- | ------- | ------- | ---- |
| Nombre de persones | 105  | 86      | 56      | 42   |
| Diferència         |      | −18,09% | −34,88% | −25% |

| Godina             | 2023 | 2024   |
| ------------------ | ---- | ------ |
| Nombre de persones | 45   | 42     |
| Diferència         |      | −6,66% |